# Jawa
Jawa je nejstarší fungující československá firma zabývající se výrobou motocyklů už od roku 1929. Jméno firmy vzniklo složením jména zakladatele Františka Janečka, který zakoupil licenci na výrobu motocyklů Wanderer. Nejznámějším modelem byl 250 Pérák a v 70. letech 350 Californian. Po roce 1990 nastal výrazný útlum výroby. V současnosti se firma oficiálně nazývá Jawa Moto spol. s.r.o. a sídlí v Týnci nad Sázavou, jejím vlastníkem je podnikatel ing. Jiří Gerle. Dále existuje firma Jawa Divišov, která se zabývá výrobou plochodrážních speciálů a sídlí v Divišově.

## Zbrojovka a automobilka

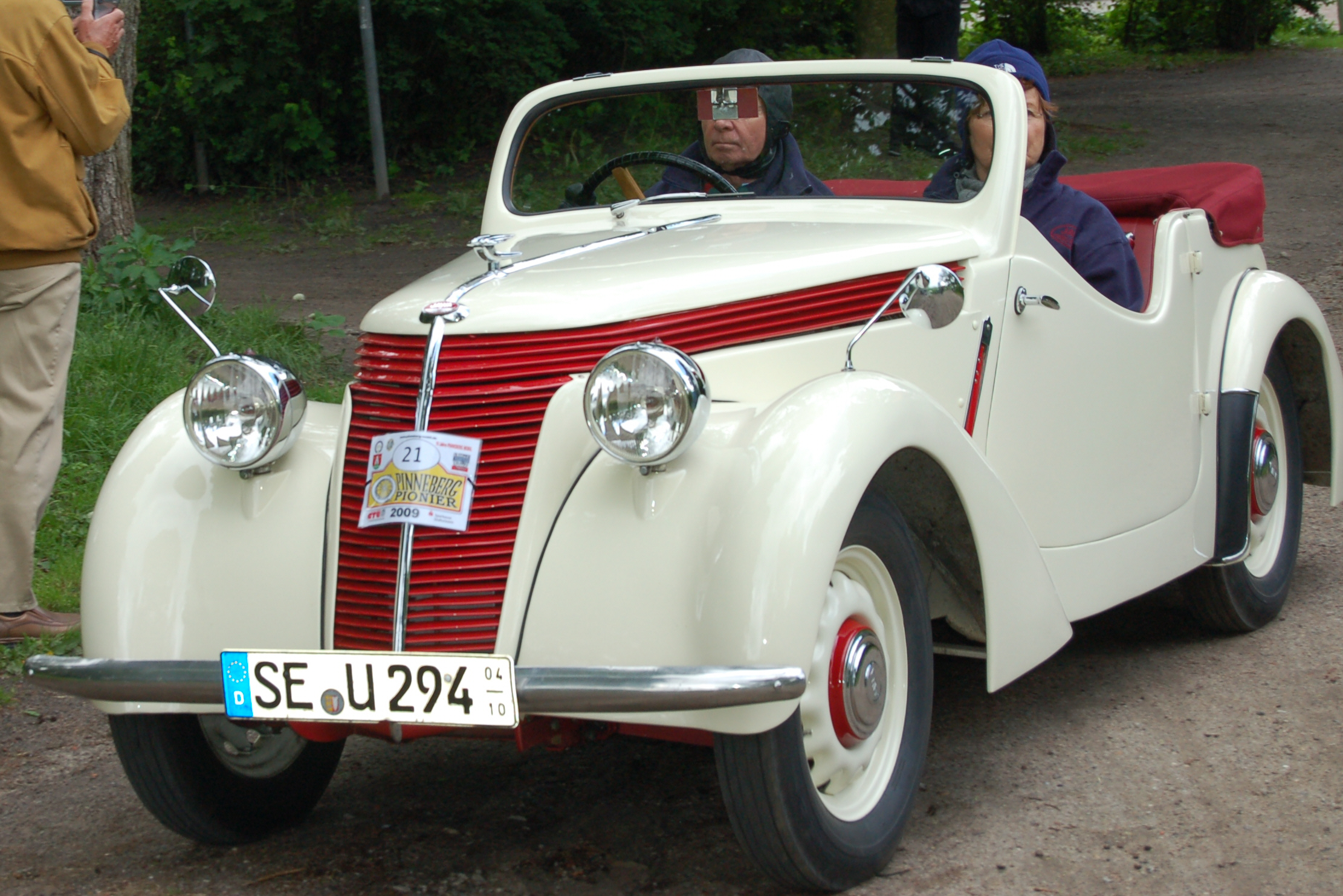
Kabriolet Jawa Minor

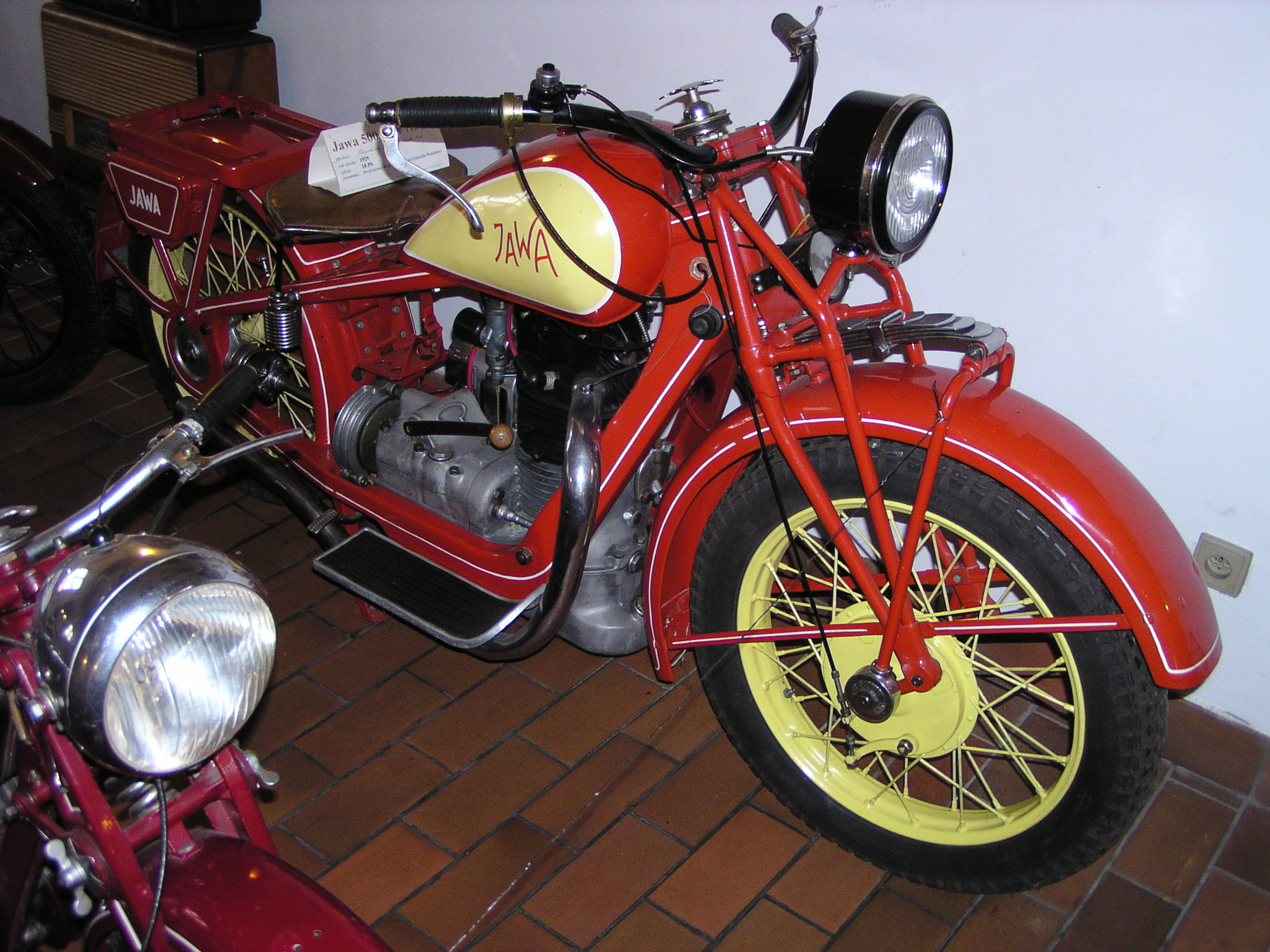
První sériově vyráběný motocykl Jawa 500 OHV

Původní Janečkův podnik byla zbrojovka. Vyráběla ruční granáty originální Janečkovy konstrukce. Později se zde repasovaly těžké kulomety Schwarzlose vz. 07 na výsledný vz. 7/24 a následně vyráběly nové kulomety téže konstrukce.
Kromě zbraní či motocyklů také vyráběla v malých sériích i malé automobily. Nápad vyrábět kromě motocyklů také automobily přišel roku 1933, v roce 1934 vyjely z továrny v Kvasinách první kusy automobilu Jawa 700. Vůz byl licenční, vyráběl se podle německého automobilu DKW Meisterklasse. Motor byl dvoutaktní řadový dvouválec uložený vpředu s pohonem předních kol. Měl výkon 15 kW (20 koní) a objem válců 689 cm³. Karoserie se skládala z dřevěného rámu a na ní přibité koženky.
Následně automobilka přišla s vlastní konstrukcí automobilu Jawa Minor – dvoutaktní dvouválec 600 cm³ podélně za přední nápravou; z něho byl odvozen poválečný Aero Minor 2 s otočeným soustrojím – motor a převodovka před přední nápravou). Počátkem šedesátých let se Jawa pokoušela vyrábět také malé automobily vybavené čtyřtaktním motorem. K sériové výrobě však nikdy nedošlo, záležitost skončila pouze u několika funkčních prototypů. Na začátku 2000. let firma prodávala pod svou značkou několik modelů automobilů, vyráběných v Itálii. Ty ale svými technickými parametry spadají mezi motocykly, díky tomu je mohou řídit lidé s řidičským průkazem na motorku.

## Historie výroby motocyklů

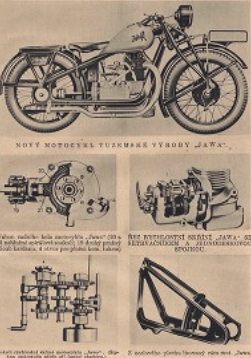
První Jawa a technické detaily (1929, Jawa 500 OHV)

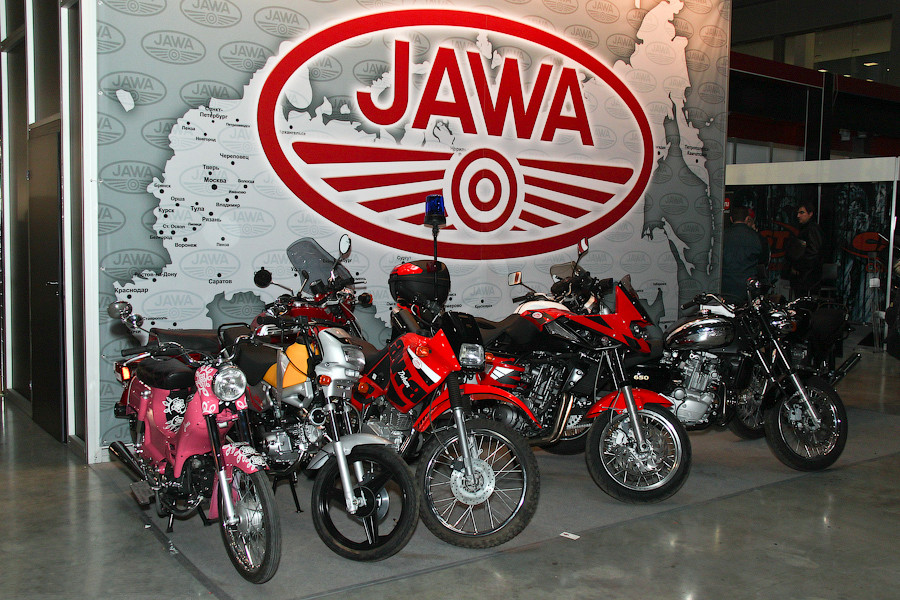
Jawa 50/555, Jawa 100/587, Jawa 125/112, Jawa 660/Sportard, Jawa 650/Classic (2011)

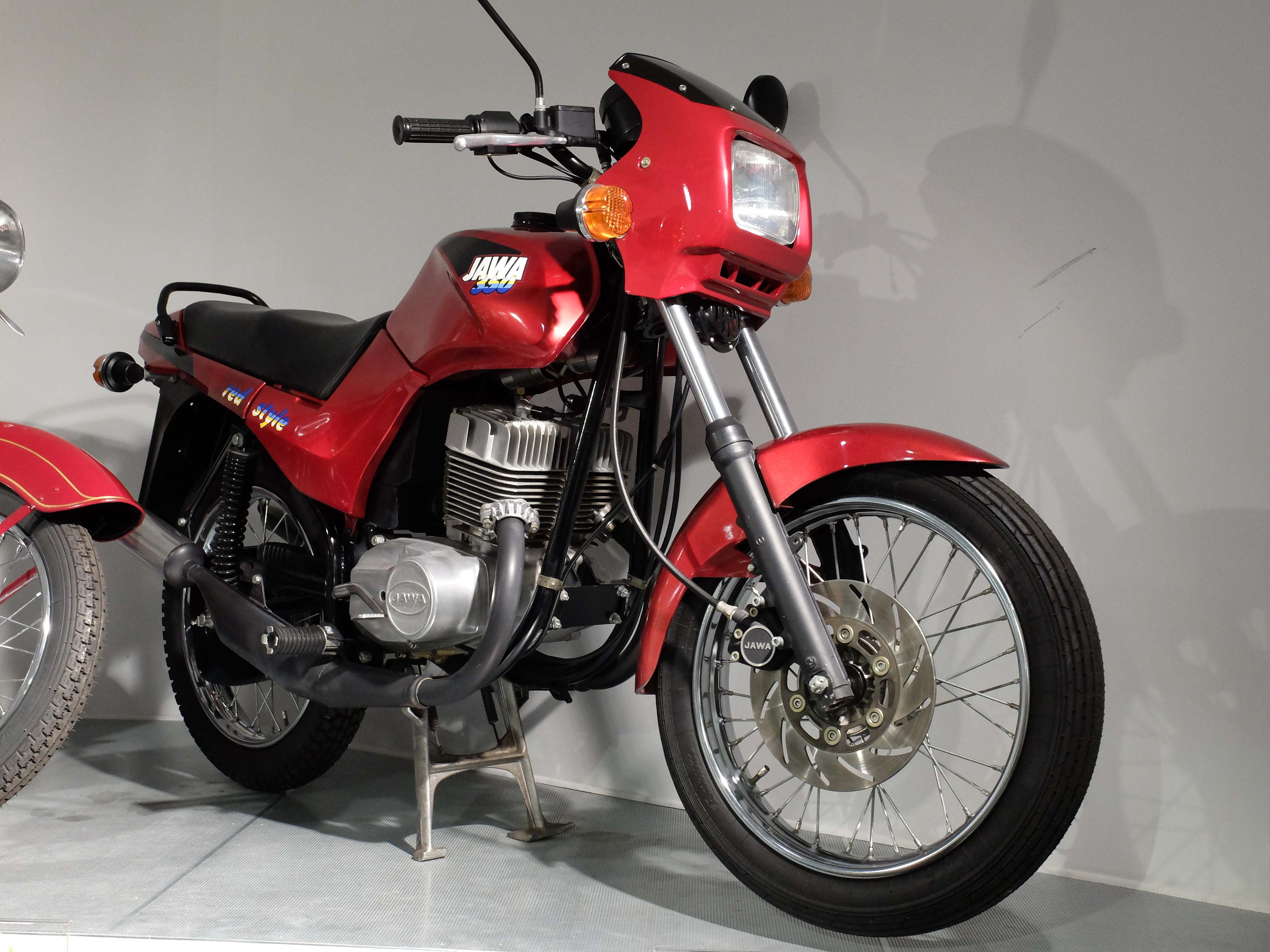
Jawa 350/640 Style

V roce 1929 zahájila továrna ing. Janečka licenční výrobu motocyklů Wanderer pod značkou Jawa. Jednalo se o tehdy novou konstrukci s dvojitým rámem lisovaným z ocelového plechu, motorem v bloku s převodovkou a kardanovým náhonem na zadní kolo.
Jawa za svou existenci uvedla na trh desítky modelů nejrůznějších motocyklů, vyráběných v továrně v Praze-Nuslích na Pankráci na Zelené lišce, v roce 1931 byla vybudována nová továrna v Týnci nad Sázavou. V letech 1963 až 1964 v době centralizace byla nucena Jawa opustit své moderní provozy na pražské Zelené lišce na Pankráci a v Libni a začít využívat motorárnu ČZ ve Strakonicích (pozn.: z původního pražského národního podniku JAWA Nusle tehdy vznikl reorganizací nový pražský podnik ČKD-Polovodiče Nusle, Jawa zůstala v Praze 10-Strašnicích a v Týnci nad Sázavou). 
Nejznámější motocykly byly Jawa 50 Pionýr (ten byl vyráběn ve slovenském závodě v Považské Bystrici), Jawa 250 Pérák (jméno podle fiktivního hrdiny Péráka), Jawa 500 OHC, Kývačka a Panelka“.
Jawa vynalezla první automatickou spojku pro motocykly. Velikým převratem byla v roce 1966 konstrukce nové spojky. Automatická odstředivá spojka byla určena pro Jawa 250/559 a 350/360 Automatic. Jawa si zaručila prvenství i samotným patentem vynálezu. Japonská firma tuto spojku okopírovala a montovala ji do svých motocyklů Honda 50 Cub, Honda musela ustoupit, zaplatit pokutu a zaplatit licenční poplatek za každý prodaný motocykl.
V minulosti, zejména v padesátých a šedesátých letech 20. století, byla Jawa na špičce motocyklových výrobců, exportovala do mnoha zemí světa, zejména Péráky, Kývačky, Panelky a Californiany, významný byl export pro SSSR. V roce 1987 se vyrobil třímiliontý motocykl JAWA. Po roce 1990 nastal výrazný útlum výroby, který byl způsoben rozpadem východního bloku a ztráty trhů v SSSR, kam byl orientován prakticky veškerý odbyt. V roce 1991 došlo k odštěpení některých závodů (např. Divišov, kde se vyráběly plochodrážní speciály). Do roku 1996 se Jawa potýkala s velkými finančními problémy a i přesto vyvinula několik nových typů motocyklů. 
V roce 1996 vstoupil do podniku nový strategický partner, firma Jihostroj a.s. a poté došlo ke stabilizaci společnosti. V únoru 1997 je založena společnost JAWA Moto spol. sro. V roce 1998 dochází ke spojení s Motounion a převzetí výroby motocyklu MUC 125 Dandy. Výroba motocyklů Jawa 350 (po motorické stránce koncepčně vycházející z motoru, použitého v motocyklu Ogar či Jawa 350 Pérák), jejichž prodej v ČR byl ukončen v roce 2006 kvůli evropským emisním normám, dále pokračuje pro trhy třetího světa. 

### Vyráběné motocykly
- 1929-1933 – Jawa 500 OHV
- 1932-1933 – Jawa 175 Villiers
- 1934-1936 – Jawa 350 SV
- 1934-1940 – Jawa 250 Special
- 1934-1946 – Jawa 175 Special
- 1935-1946 – Jawa 350 OHV
- 1937-1946 – Jawa 100 Robot
- 1939 a 1946 – Jawa 250 Duplex-Blok
- 1946-1954 – Jawa 250 Pérák
- 1949-1956 – Jawa 350 Pérák
- 1952-1958 – Jawa 500 OHC
- 1954-1962 – Jawa 250/353 Kývačka
- 1954-1964 – Jawa 350/354 Kývačka
- 1955-1958 – Jawa 50/550
- 1956-1960 – Jawa-ČZ 125/355
- 1956-1960 – Jawa-ČZ 175/356
- 1958-1962 – Jawa 50/551 Jawetta
- 1958-1962 – Jawa 50/555 Pionýr
- 1962-1966 – Jawa 50/05
- 1962-1974 – Jawa 250/559 Panelka
- 1963-1974 – Jawa 250/559 Automatic
- 1963-1971 – Jawa 250/590 Californian
- 1964-1978 – Jawa 350/360
- 1964-? – Jawa 350/360 Automatic
- 1965-1969 – Jawa 350/361 Sport
- 1966-1980 – Jawa 50/20
- 1967-1973 – Jawa 350/362 Californian
- 1967-1973 – Jawa 90
- 1967-1978 – Jawa 50/21
- 1968-1982 – Jawa 50/23 Mustang
- 1969-1974 – Jawa 250/592 Panelka
- 1970-1972 – Jawa 250/623 UŘ
- 1970-1972 – Jawa 250/623 Bizon
- 1970-1972 – Jawa 350/633 Bizon
- 1973-1984 – Jawa 350/634
- 1984-1994 – Jawa 350/638
- 1984-1994 – Jawa 350/639

### Motocykly po roce 1990
- 1991-2024 – Jawa 350/640 (od 2013 také Jawa 350/640 Retro 634)
- 1994-1998 – Jawa 250/593 Vodník
- 1994-1998 – Jawa 50/585 (586) Mosquito
- 1998-2015 – Jawa Dandy 125 (Jawa 125 Travel)
- 1999-2001 – Jawa 100/587 Robby
- 2001-2013 – Jawa 50/588 Robby
- 2004-2010 – Jawa 650/836 (Classic/Style/Dakar)
- 2007-2013 – Jawa 250/597 Travel
- 2011-2017 – Jawa 660 Sportard/Vintage
- od 2017 – Jawa 350 OHC (Special/Scrambler/Sport)
- 2023-2024 – Jawa 650 OHC (Classic/Sport)
- od 2024 – Jawa 400 Geeny
- od 2025 – Jawa JD 750 (Retro/Racing/Touring)

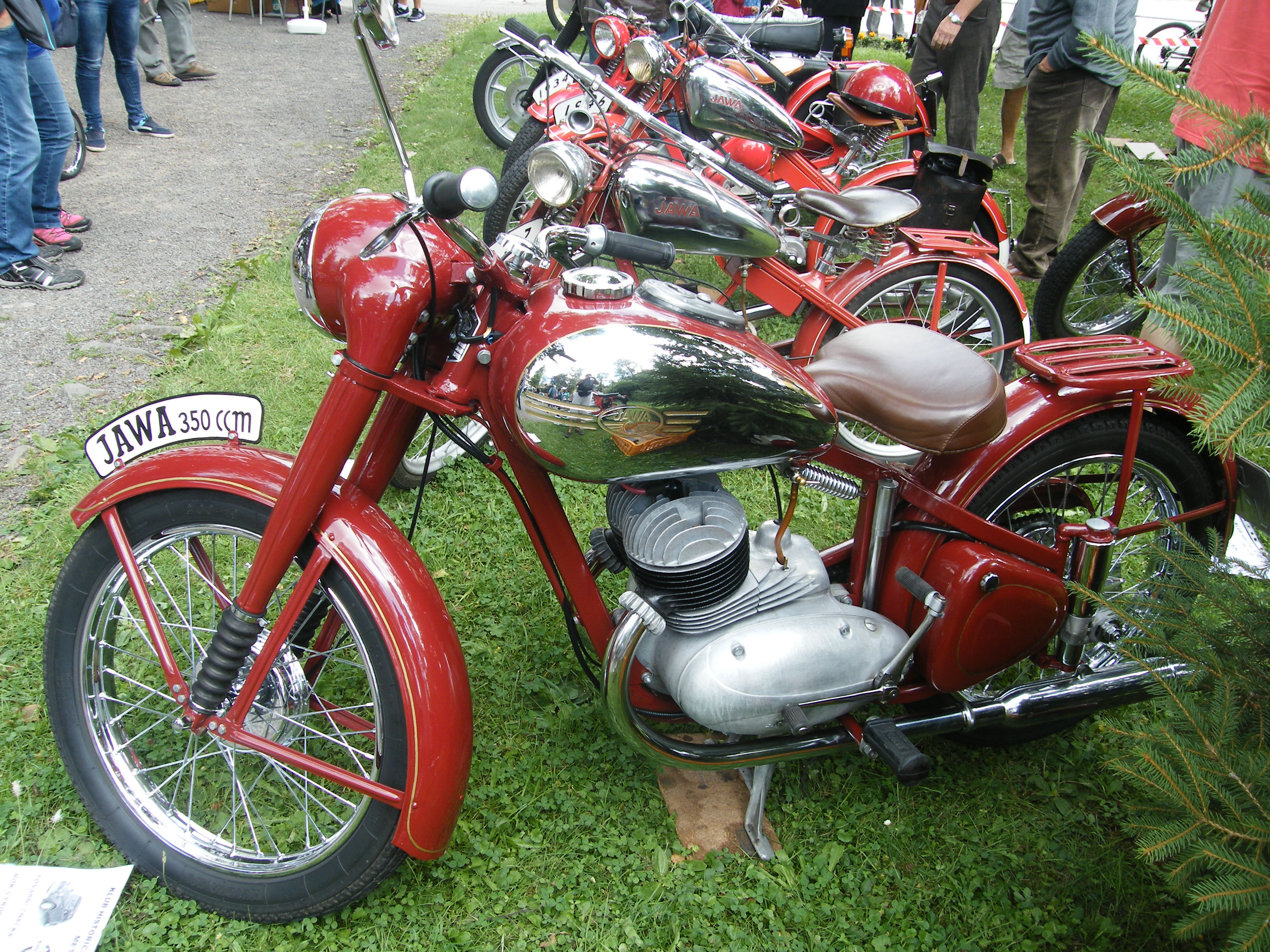
Jawa 350 Pérák
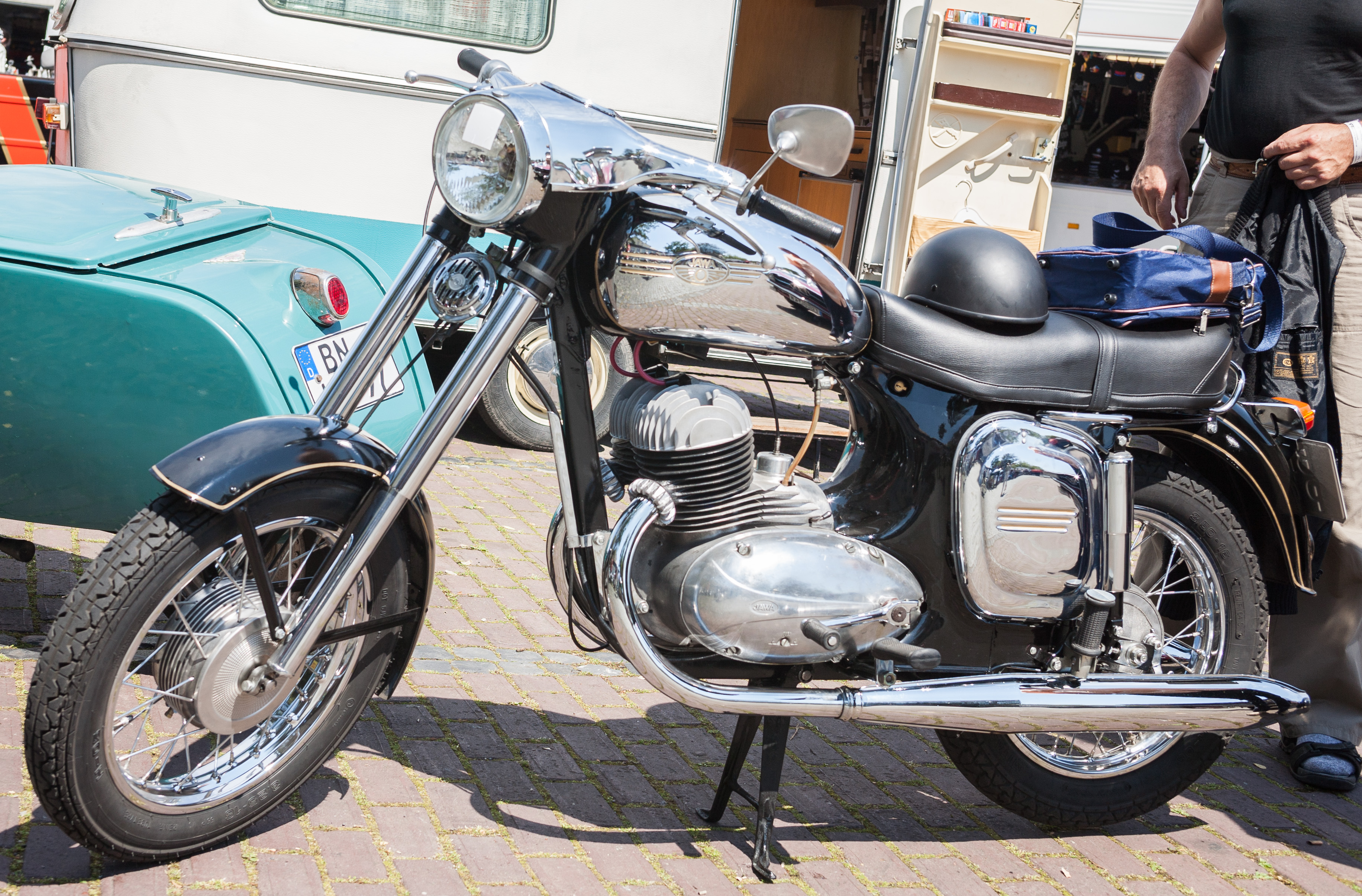
Jawa 350/354 Kývačka
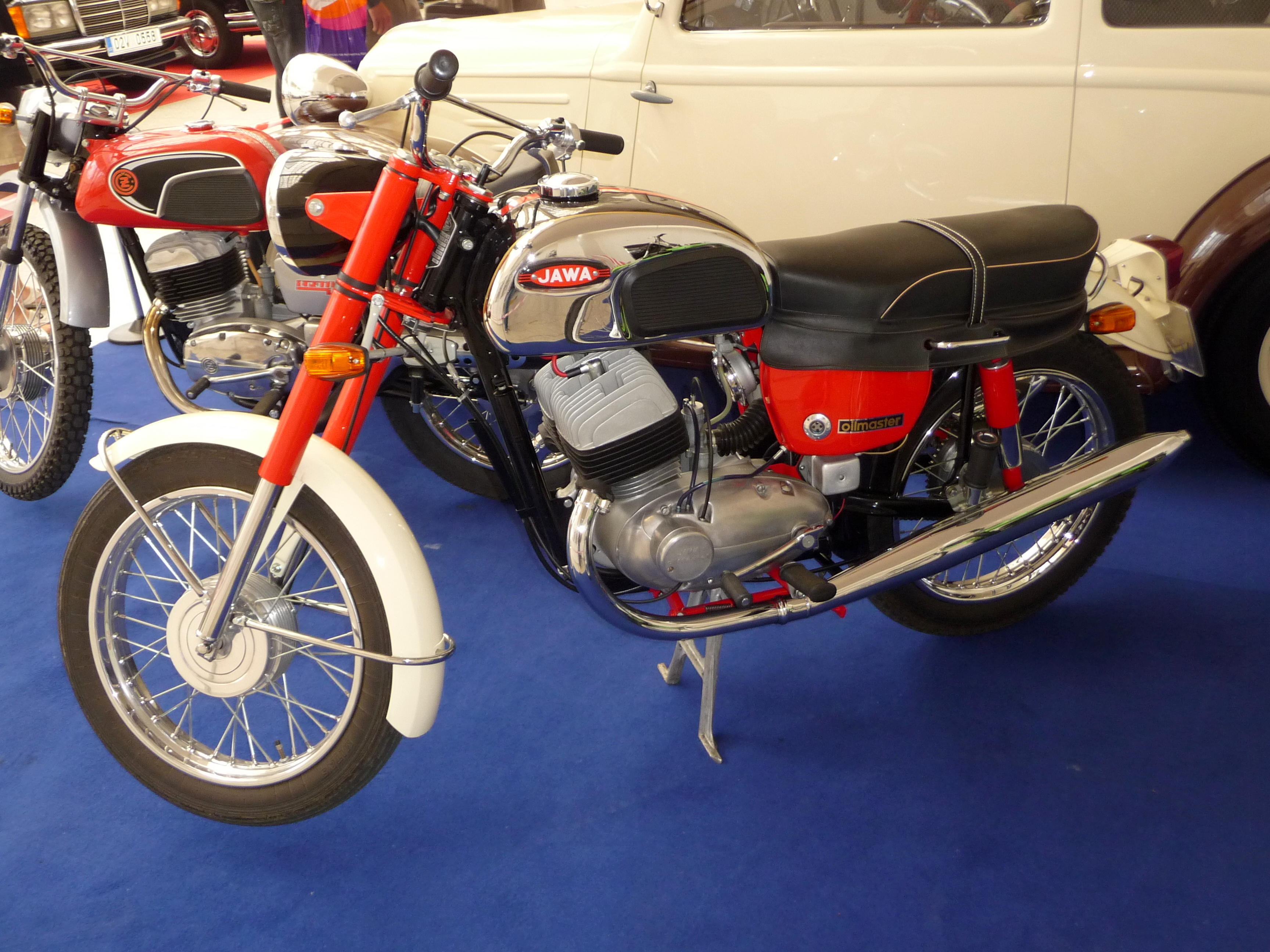
Jawa 350/362 Californian
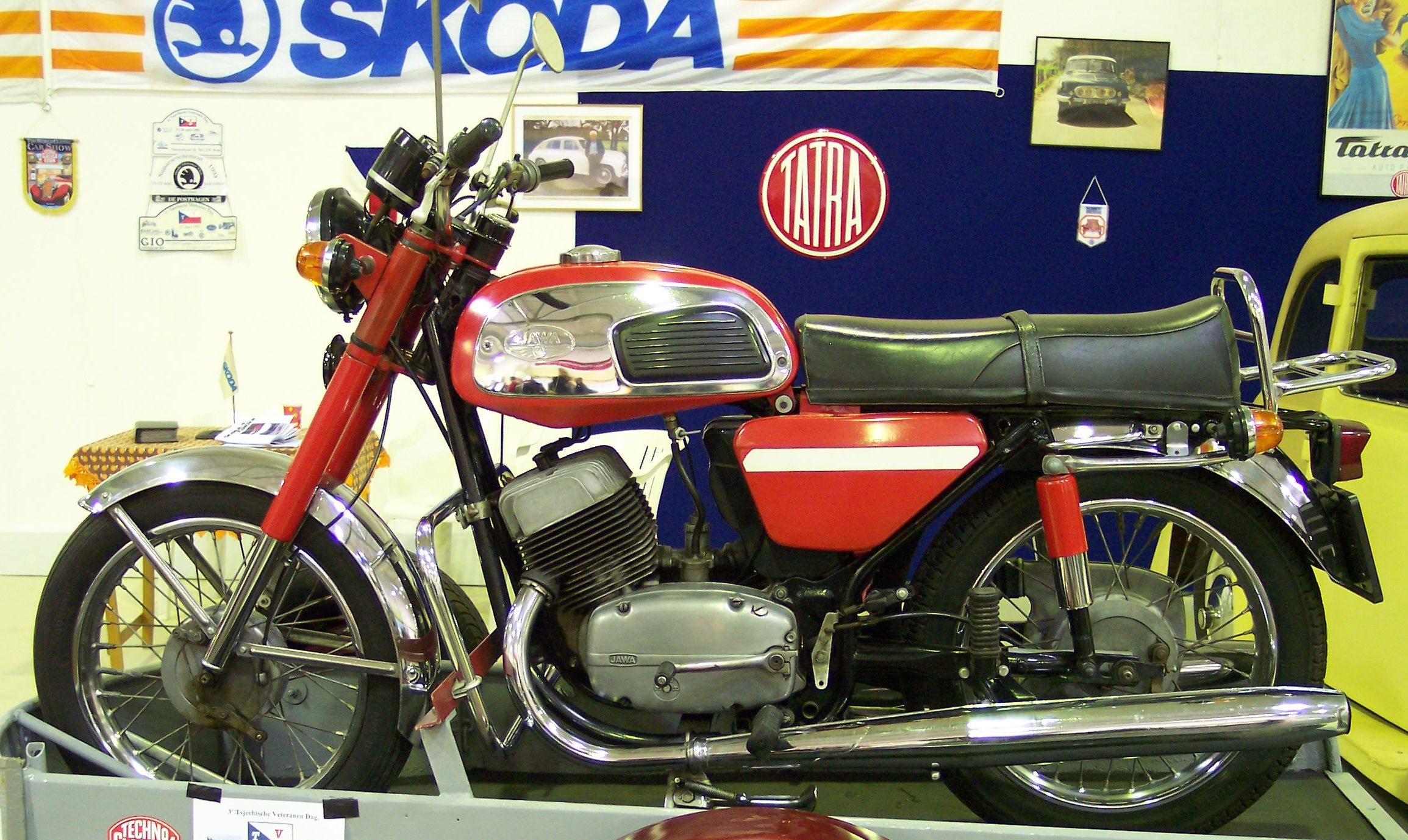
Jawa 350/634 (1973-1984)
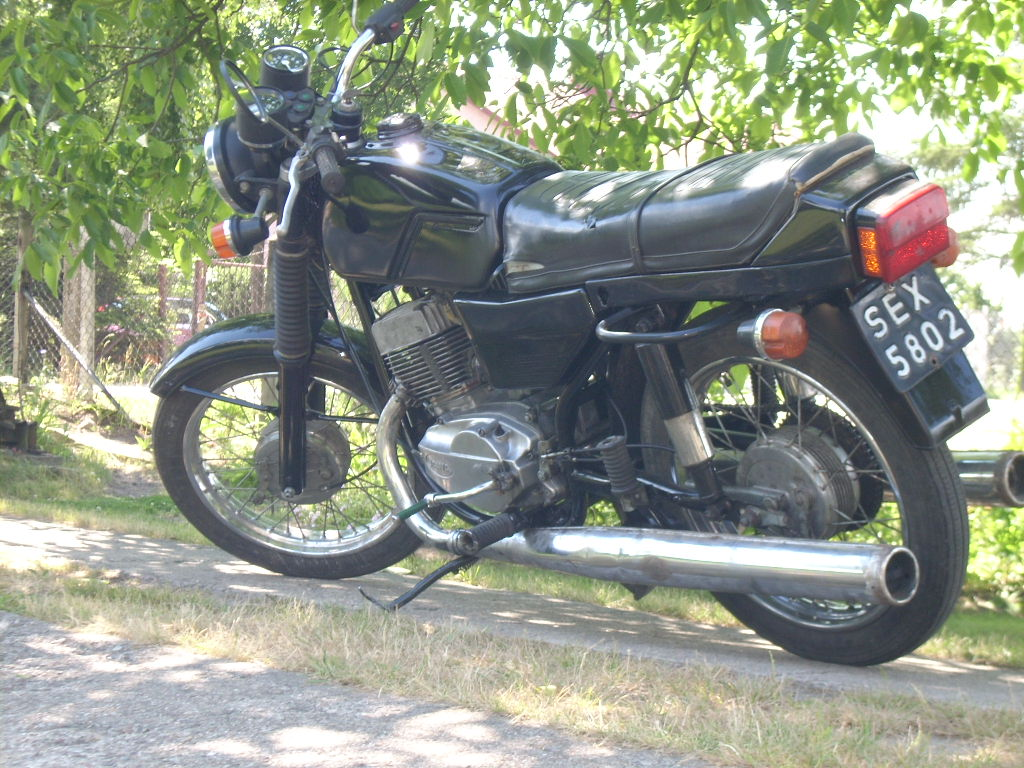
Jawa 350/638 Twin Sport (1984-1994)

## Motorsport

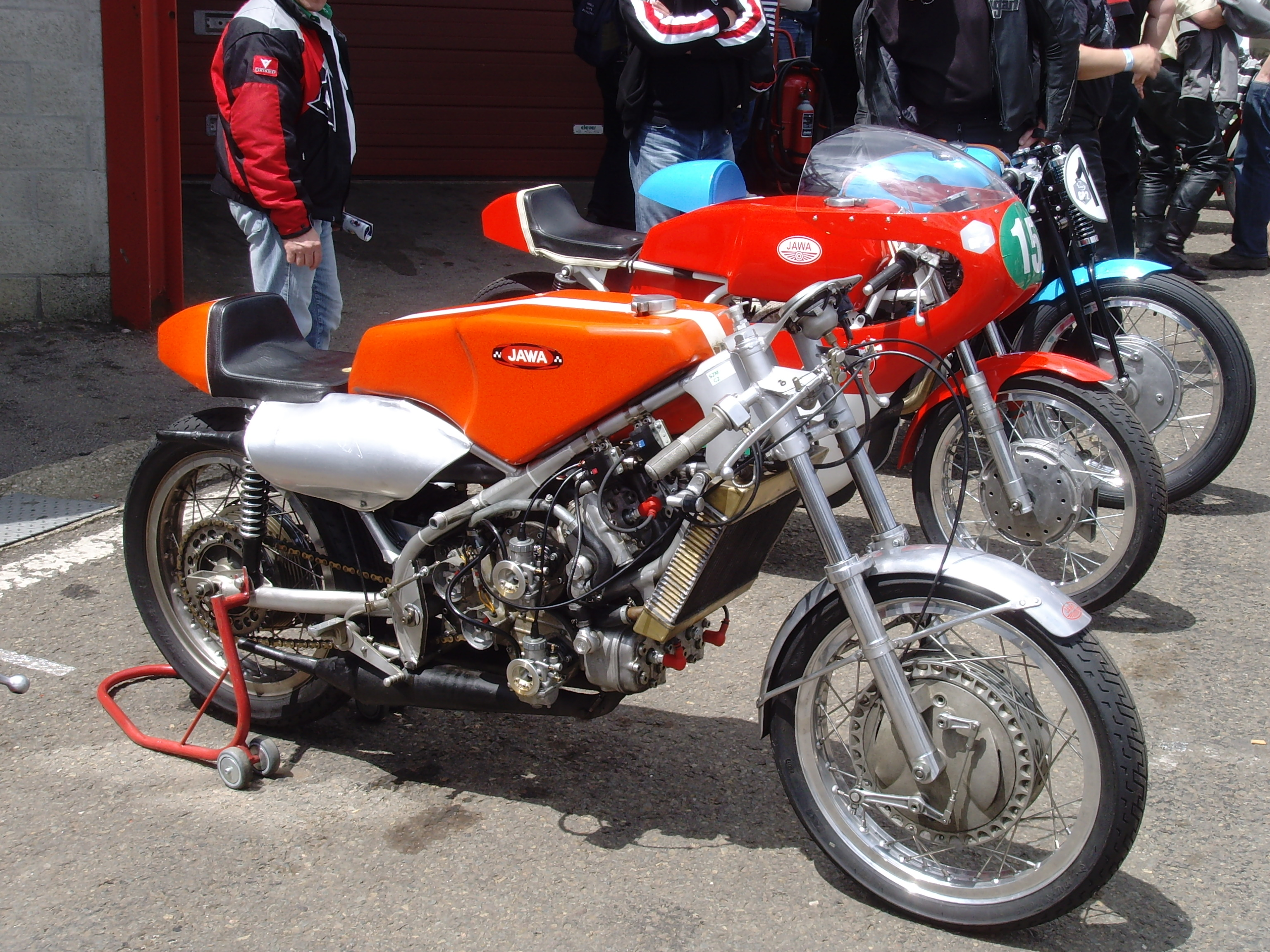
Závodní Jawa 350/673 V4 (1965)

Historicky byla JAWA aktivní v závodech a zdaleka nejaktivnější východoevropský výrobce v motoristickém sportu. Jezdci na motocyklech JAWA získali v předválečných letech 51 vítězství v soutěžích Šestidenní a mnoho dalších úspěchů v různých motocyklových soutěžích. Pro Jawu vybojovali v šedesátých letech 20. století mnoho titulů v silničních závodech legendární František Šťastný, Václav Parus (několikanásobný vítěz Masarykova okruhu v kategorii do 175 cm³) a Gustav Havel. Mezi zahraniční mistry světa na ploché dráze, kteří úspěšně jezdili na motocyklech Jawa, patří Ivan Mauger, Barry Briggs, Ove Fundin, Ole Olsen, Michael Lee, Tony Rickardsson a Kelvin Tatum.

## Současnost

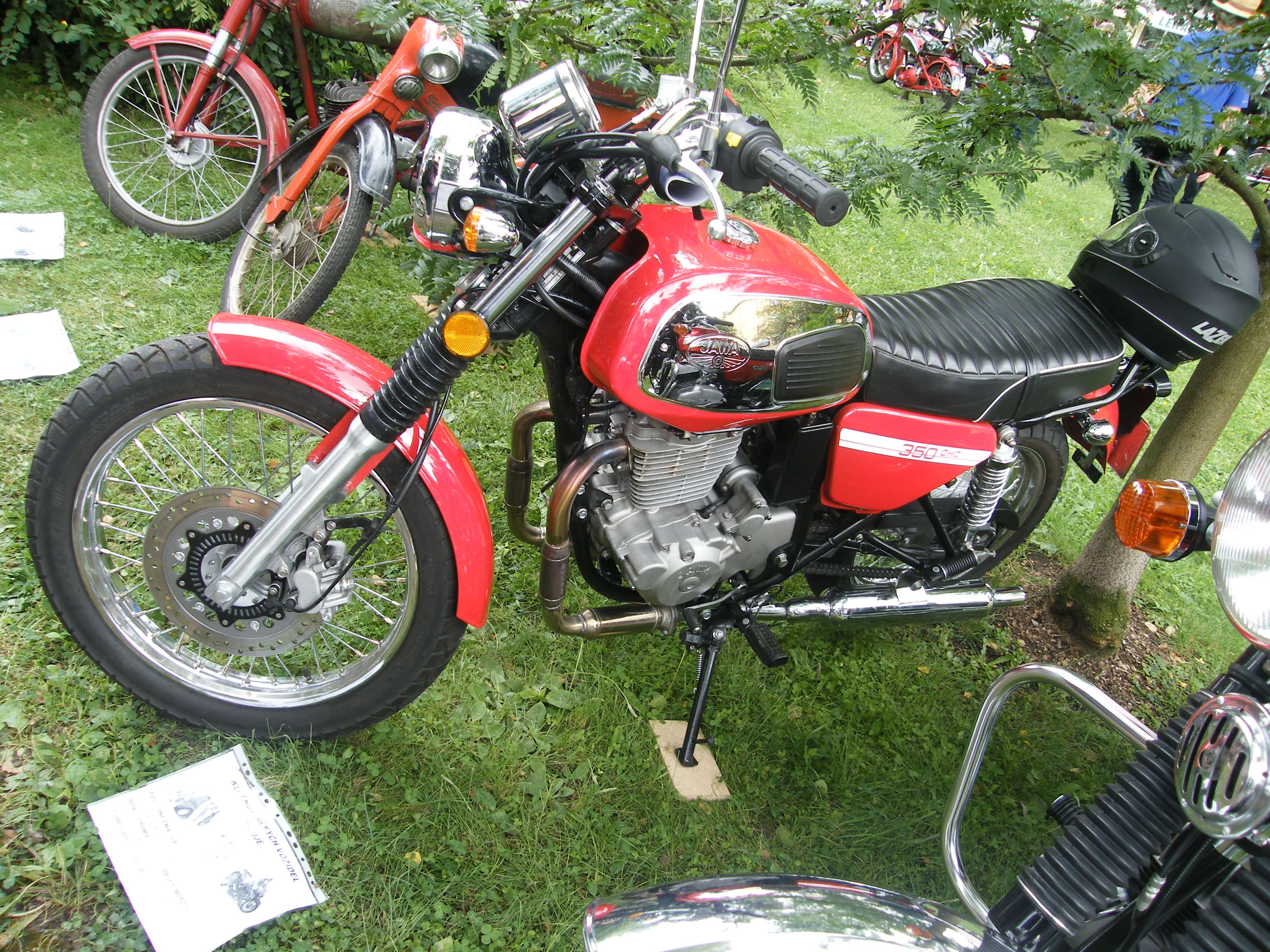
Jawa 350 OHC

V České republice i v zahraničí jezdí stále mnoho veteránů značky JAWA. Většina prodaných motocyklů Jawa jsou dvoutakty 350 dodané do Latinské Ameriky, zejména na Kubu, do Argentiny a Panamy. Podle ministerstva zahraničí nadále pokračuje montáž motocyklů Jawa i na Kubě ve společnosti RODAR Motociclos S.A. v Havaně.[zdroj?] Od roku 2011 se Jawa obtížně snažila konkurovat značkám jako Honda, Yamaha, Suzuki se svou řadou motocyklů se čtyřtaktním motorem o objemu 660 cm³.
Firma také vyvíjela motocykly Jawa 1000 a Jawa 1200. Mělo jít kompletně o český výrobek a vývoj Jawy 1000/837 byl zahájen v roce 2007, uvedení do výroby se předpokládalo v roce 2013. Vývoj Jawy 1200 započal v roce 2012, s výrobou se počítalo po roce 2016. V roce 2015 unikly na internet neoficiální fotky prototypu Jawa 1000. Firma však projekty několikrát odložila a na konci roku 2017 byl podle některých informací projekt 1000/837 pozastavený a výroba se neplánuje.
V současnosti prodávané modely jsou Jawa 350/640 (Style/Retro) s dvoudobým motorem a Jawa 350 OHC se čtyřdobým motorem (také varianta Sport). Jawa Moto v roce 2017 zaznamenala nárůst výroby o osm procent na 1331 motocyklů, z toho 1157 jich mířilo do zahraničí.
Dne 17. 8. 2019 se odehrála „Cílová jízda“ do Týnce nad Sázavou s účelem oslavy 90. výročí od založení značky JAWA. Přijelo na 900 motocyklů a zúčastnilo se jí kolem 2000 lidí. Bylo možné si projít celý výrobní závod, ale i JAWA muzeum v 5. patře hlavního výrobního závodu.
Mezi lety 2023 až 2024 se prodával model Jawa 650 OHC, který vycházel z Jawy 350 OHC, dostupná byla také varianta Sport.

## Licenční výroba v cizině
V listopadu 2018 byly představeny tři nové motocykly vyráběné v Indii: Jawa 300, Jawa 42 (Forty Two) a Jawa Pérák. V licenční dohodě je vyrábí indická společnost Mahindra prostřednictvím své dceřiné společnosti Classic Legends ve městě Pithampur státu Madhjapradéš (Jawa má drobný podíl z každého prodaného motocyklu). Jawa 300 a 42 disponují čtyřtaktním motorem DOHC o objemu 293 cm³ (20 kW) a Jawa Pérák pak objemem 334 cm³ (22 kW). První kusy byly doručeny zákazníkům v lednu 2019. Zájem o stroje překonal všechna očekávání a výrobní linka se proto musela přeorganizovat na přibližně dvojnásobné množství výroby ročně, tedy na přibližně 30 000 motocyklů. Indická Jawa 300 se v Česku prodává od září 2020 pozměněná na evropské normy pod názvem Jawa 300 CL. Taktéž indická Jawa 350 CL Pérák od roku 2021 a koncem roku 2022 v limitované edici 210 kusů Jawa 300 CL Forty Two.
RVM Jawa 500 z roku 2020 je motorka produkovaná argentinskou firmou RVM, firma je dlouholetý dovozce Jawy, ve které má Jawa určitý ekonomický podíl. Jedná se o cestovní enduro motocykl s čtyřtaktním dvouválcem o objemu 471 cm³ (32,5/36 kW), prodáván je jak v Argentině, tak i v Evropě. V červenci 2021 přibyl na český trh model vhodný jak na silnici tak do lehkého terénu RVM Jawa 500 Scrambler (471 cm³, 31.5 kW).

## Galerie (výrobní závody Nusle, Strašnice, Týnec, Kvasiny)

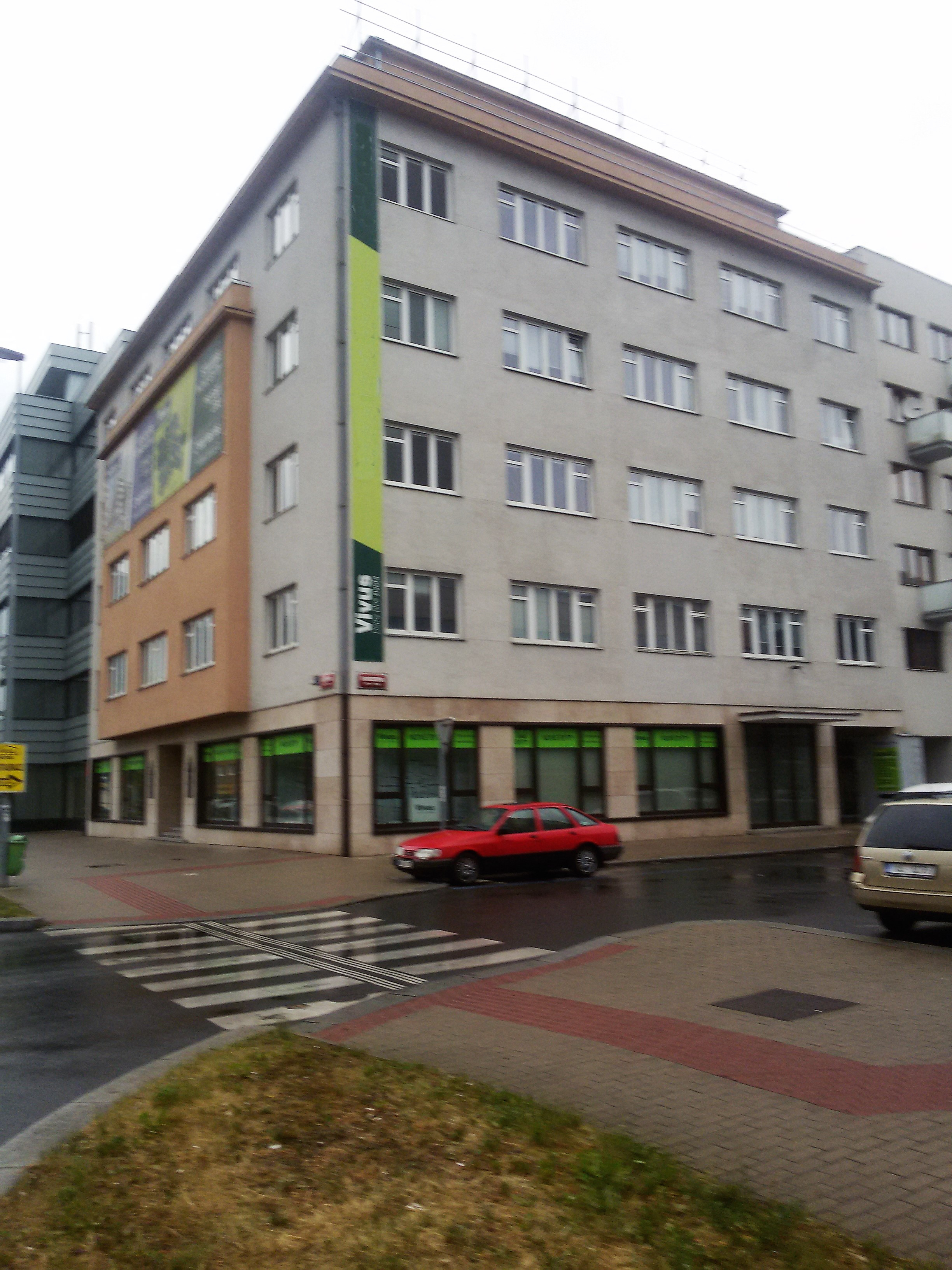
Zelená liška, bývalá administrativní budova Jawa Nusle (2018)
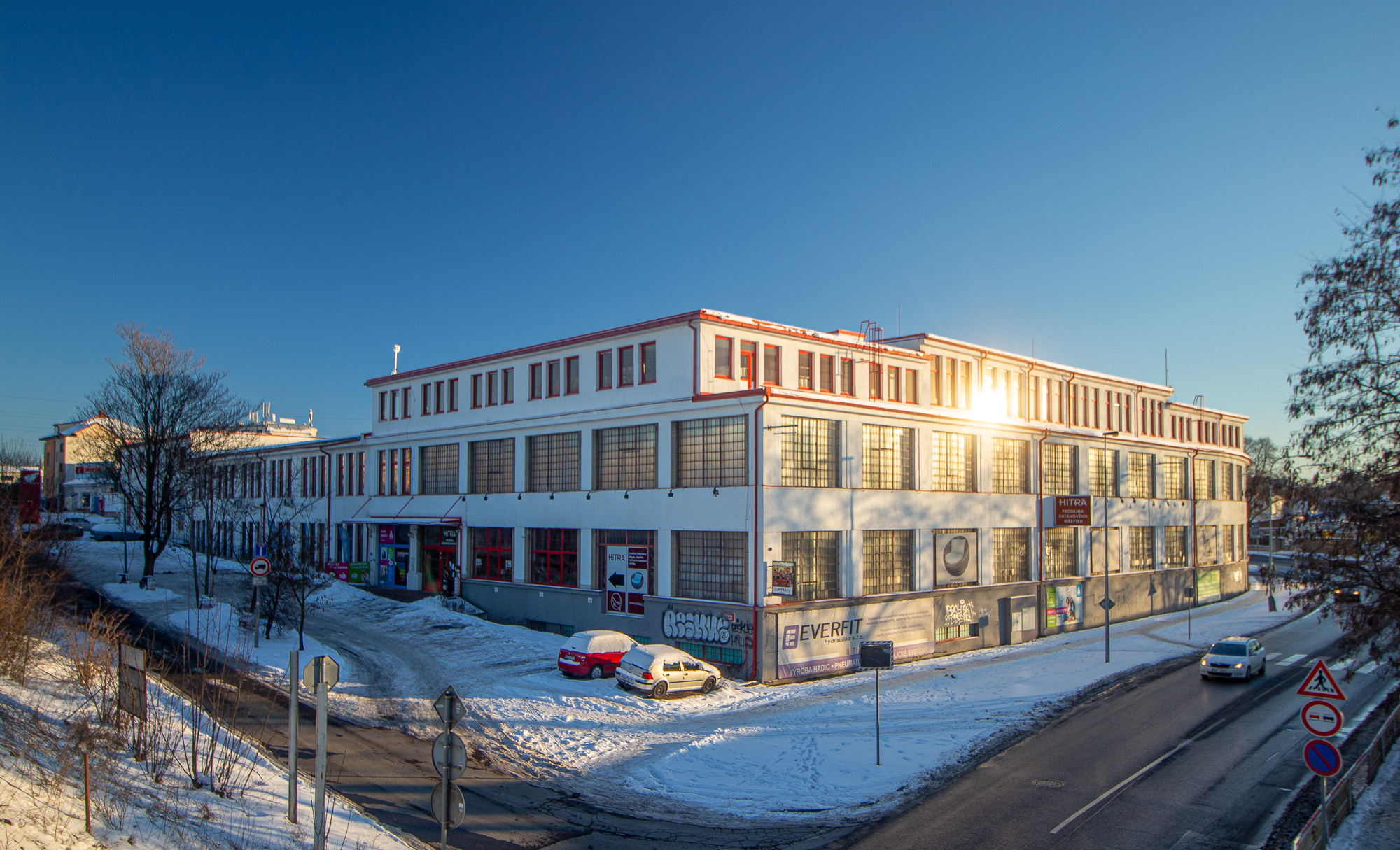
Budova Jawa Strašnice v pražských Strašnicích
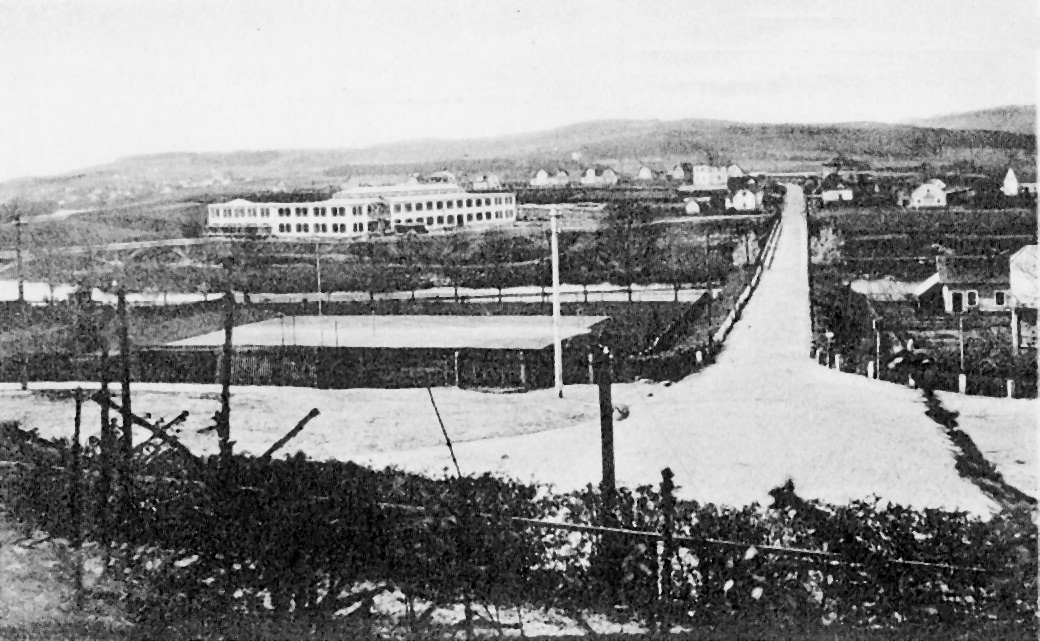
Slévárna Františka Janečka v Týnci nad Sázavou
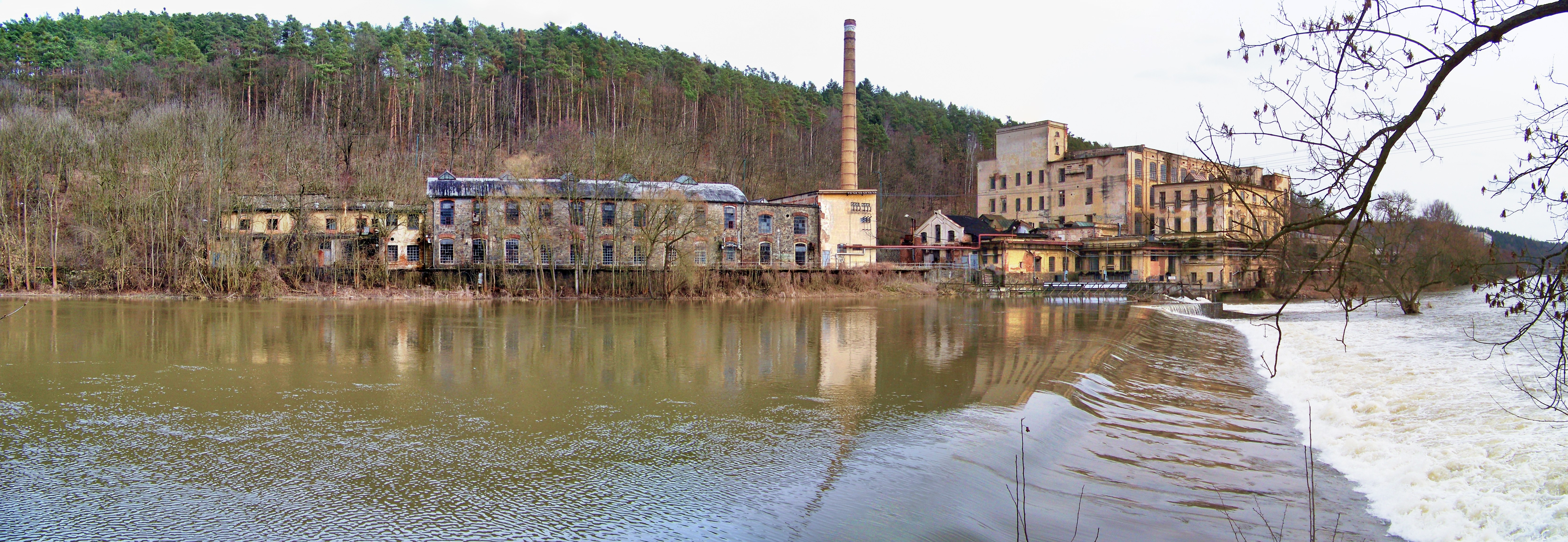
Původní továrna Jawa v Týnci nad Sázavou – Brodcích, přebudovaná z textilní továrny
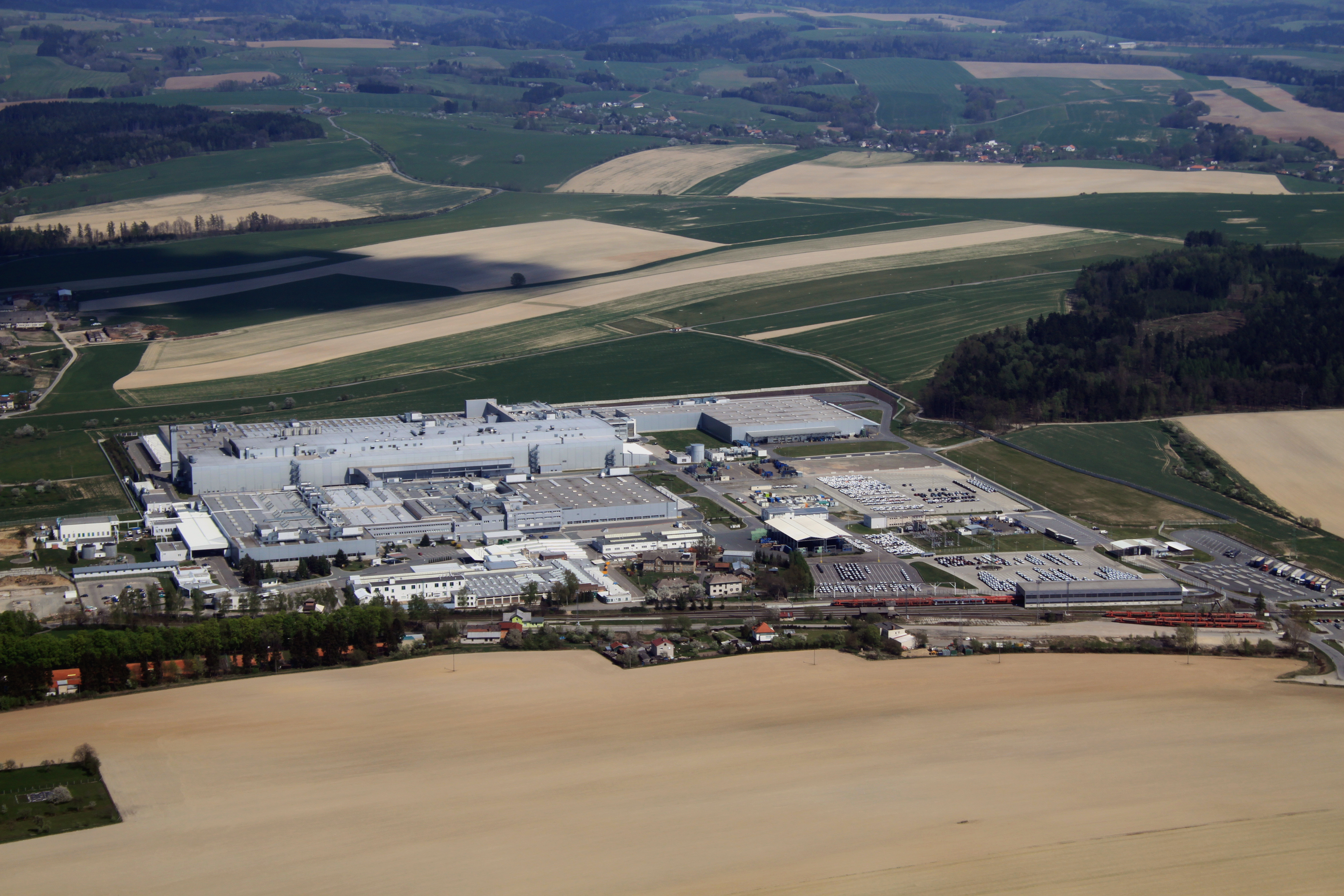
Místo bývalého závodu Jawa Kvasiny, nyní Škoda Auto Kvasiny (2011)